# Lédina fontána

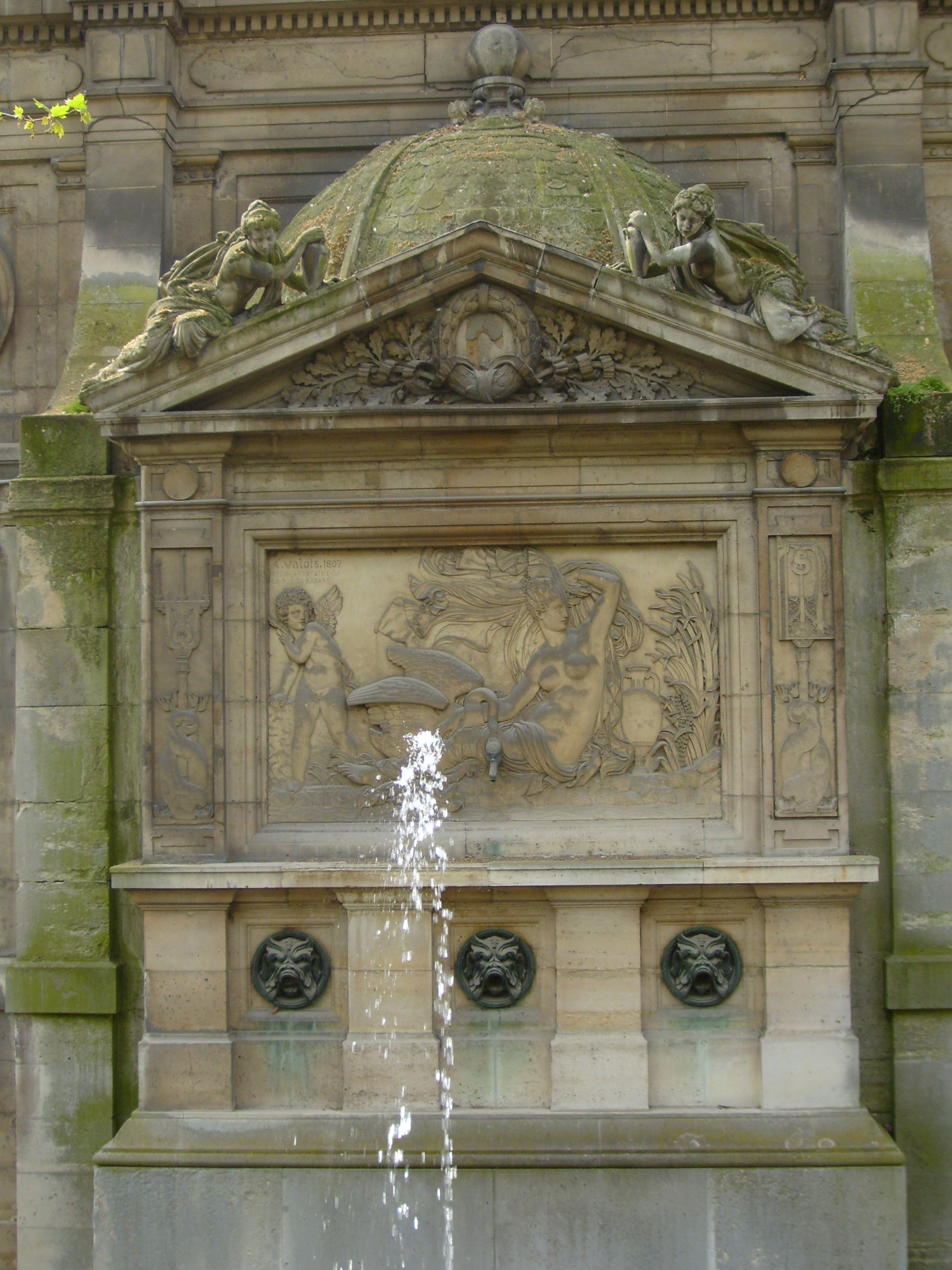
Fontána Léda

Lédina fontána (francouzsky fontaine de Léda) je fontána v Paříži z roku 1807. Původně se nacházela na ulici Rue du Regard, na rohu s ulicí Rue de Vaugirard, nyní je umístěná na zadní straně Medicejské fontány. Je pojmenována podle Lédy, postavy z řecké mytologie.

## Historie
Za prvního císařství vydal Napoleon Bonaparte 2. května 1806 dekret, kterým nařídil postavit v Paříži 15 nových fontán. Technickou realizací byl pověřen inženýr François-Jean Bralle a uměleckou výzdobou fontány Léda sochař Achille Valois. Fontána byla napájena z akvaduktu přivádějícího vodu z Rungis. V roce 1856 byla fontána odstraněna při stavbě ulice Rue de Rennes během modernizace Paříže. Kašnu daroval pařížský prefekt Haussmann francouzskému senátu a byla připojena k zadní části Medicejské fontány, která sama byla posunuta asi o 30 m kvůli stavbě ulice Rue de Médicis.

## Popis
Kašna byla umístěna u zdi domu a byla zakončena trojúhelníkovým frontonem zdobeným orlem a vavřínovým věncem, symbolem prvního císařství a římského boha Jupitera. Centrální basreliéf představuje Lédu s labutí v objetí ležící na břehu řeky Evrotas pod dohledem Eróse. Ze zobáku labutě tekla voda do půlkruhové nádrže. Po stranách reliéfu jsou umístěny pilastry zdobené delfíny, kteří držící ocasy Poseidónovy nástroje (trojzubec a kormidlo).
Po přesunutí fontány na nové místo v roce 1862 byla doplněna o nový podstavec tvořící čtyři pilastry a tři bronzové maskarony a o nový fronton. Trojúhelníkový štít obsahuje vavřínový věnec a je doplněn po vnějších stranách dvěma nymfami a kupolí navrženou tak, aby splývala se zadní stěnou Medicejské fontány. Autorem této úpravy byl architekt Alphonse de Gisors.